# St. Josef (Ramsberg)

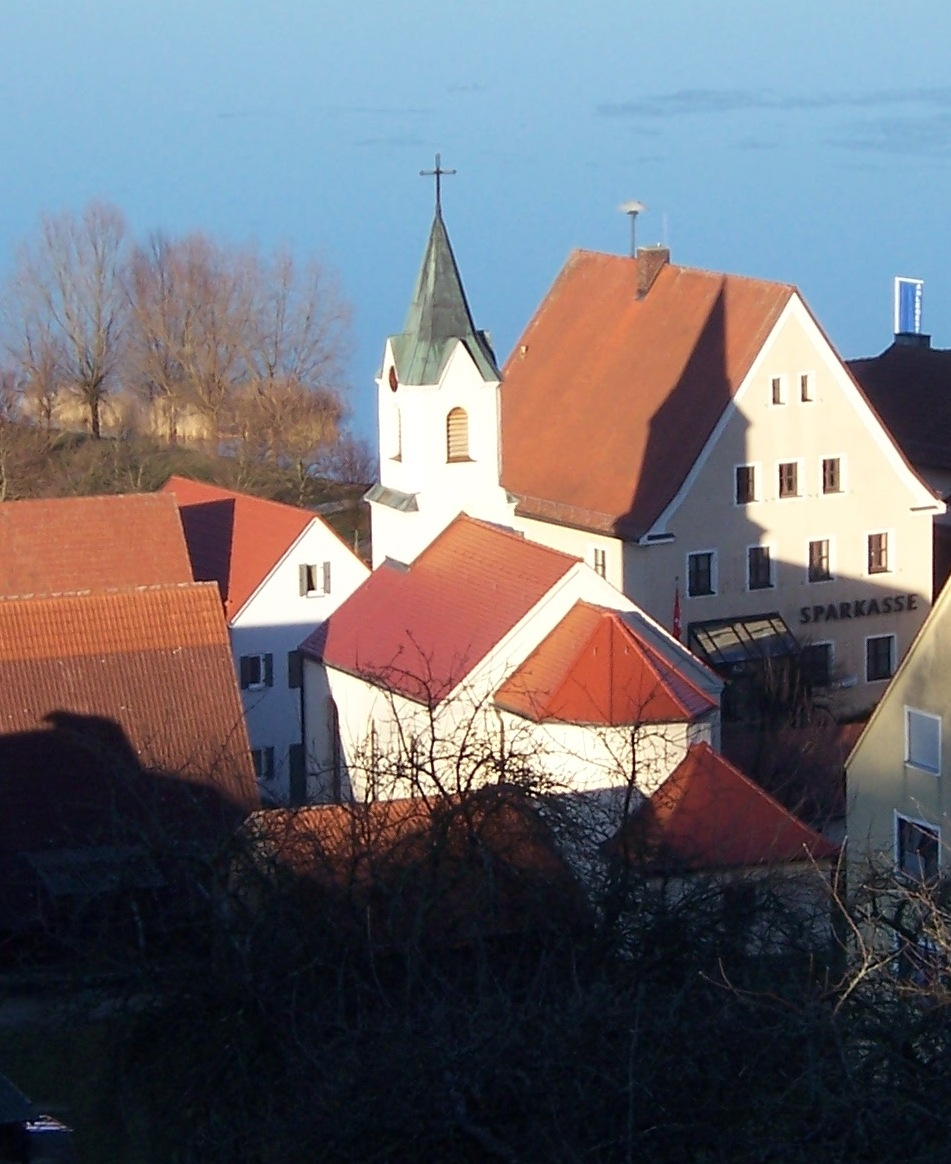
Kirche in Ramsberg am Brombachsee

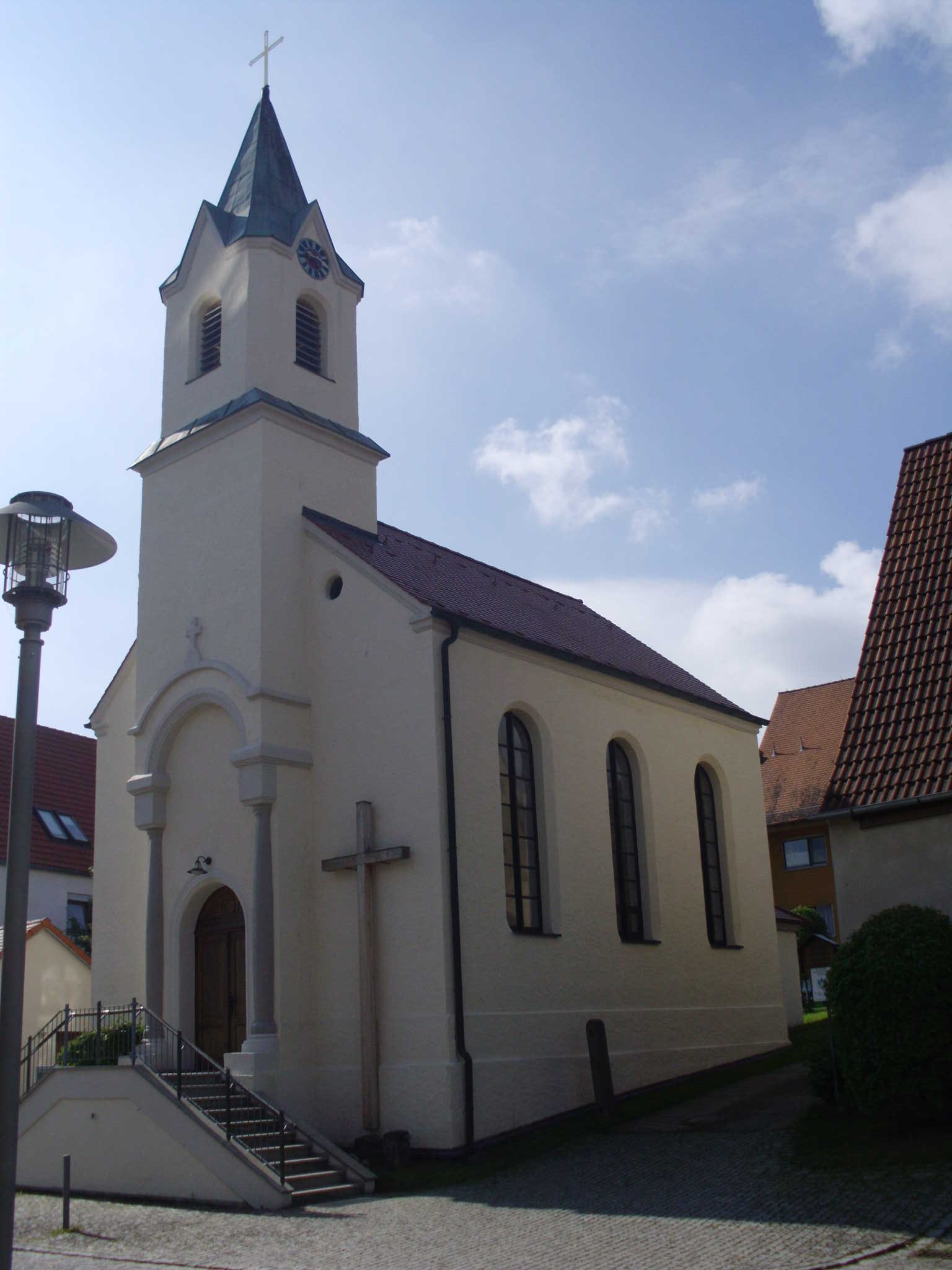
Frontseite der Kirche mit dem aufgesetzten Kirchturm

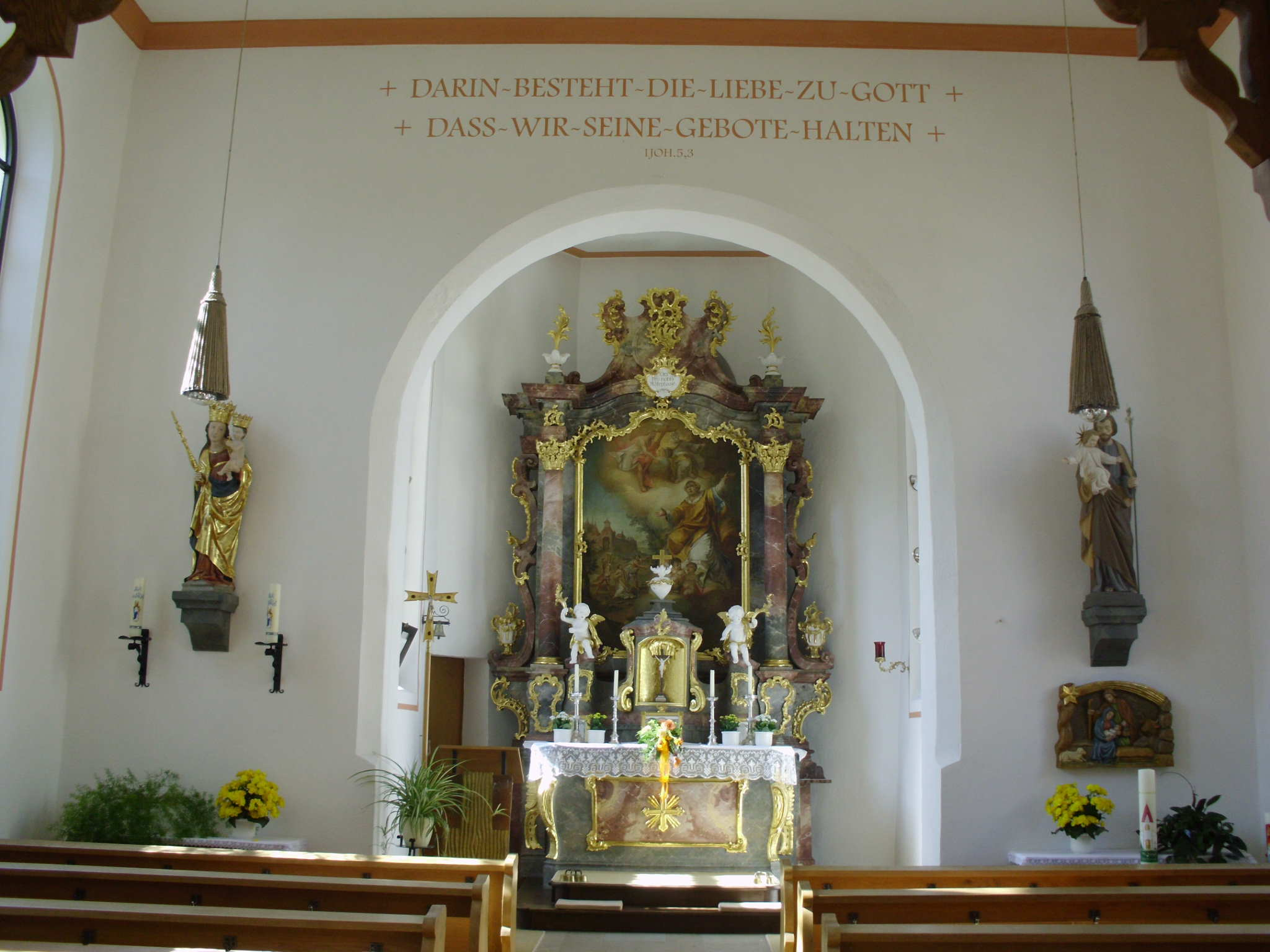
Blick zur Stirnwand mit dem eingezogenen Chor

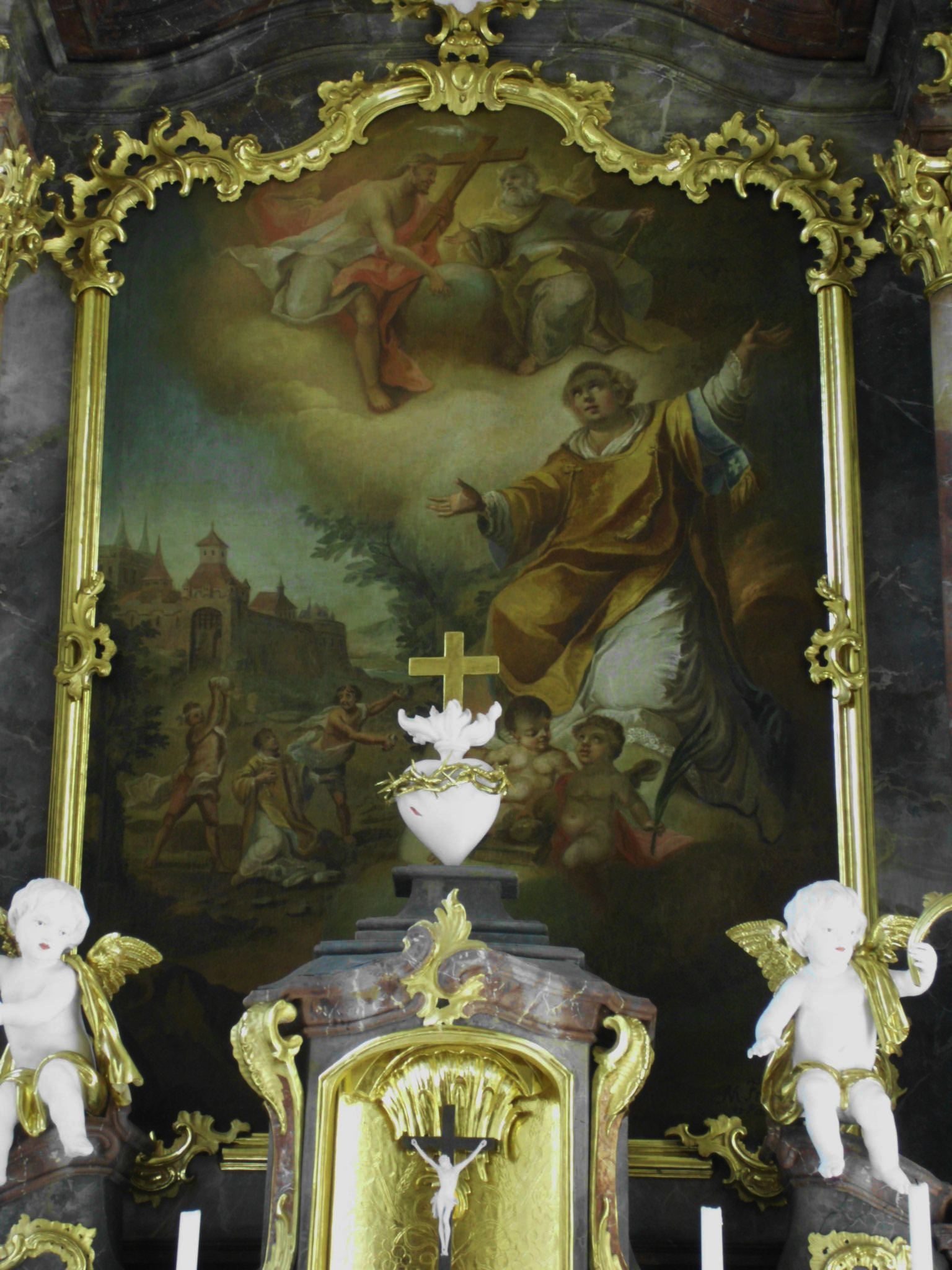
Das Altarblatt mit dem Martyrium des hl. Stephanus

St. Josef ist eine katholische, denkmalgeschützte Filialkirche in Ramsberg am Brombachsee im bayerischen Markt Pleinfeld im mittelfränkischen Landkreis Weißenburg-Gunzenhausen. Die Kirche hat die Adresse Obere Dorfstraße 32 und gehört zur Pfarrei St. Vitus im Pleinfelder Gemeindeteil Sankt Veit.
Sie ist die Nachfolgerin der kleinen Josefs-Kapelle aus dem Jahre 1723, die 1836 abgetragen wurde. Danach hatte der Ort mit seinen 300 katholischen Einwohnern jahrzehntelang kein Gotteshaus. Mit Hilfe von Spenden aus allen katholischen Gemeinden Mittelfrankens und durch Sachspenden konnte die neue historisierende neuromanische Kirche in Jahren 1887 bis 1888 nach Plänen des Bezirksbaumeisters Gutmann aus Weißenburg errichtet und am 19. August 1888 eingeweiht werden.
Der Kirchenraum besteht aus einem dreiachsigen Langhaus mit Rundbogenfenstern und einem eingezogenen, dreiseitig geschlossenen Chor.  Er birgt einen zweisäuligen, um 1766 entstandenen Spätrokokoaltar, ein Geschenk der ehemaligen Gemeinde Wasserzell. Das Altarbild stammt von dem Eichstätter Hofmaler Johann Michael Franz, wurde jedoch überfasst; es zeigt unter anderem die Steinigung des heiligen Stephanus. Die Marienfigur mit Jesuskind links an der Stirnwand des Langhauses wurde um 1480 wohl in Nürnberg geschaffen. Die Figur rechts an der Stirnwand zeigt den Kirchenpatron; darunter befindet sich ein farbig gefasstes Relief der Heiligen Familie. Ein Tafelbild der Schutzmantelmadonna in einer Fassung von 1716 stammt von der ehemaligen Öfeleinsmühle und kam 1960 in die Kirche. Die Eingangspforte des Kirchturms, der von einer kleinen Spitzhaube gekrönt wird, befindet sich an der Nordfassade.